# 柔性版印刷
柔性版印刷（Flexography），或稱为彈性凸版印刷、苯胺印刷、橡皮版印刷，也常被簡稱為柔版印刷或柔版，屬於凸版印刷的一種，是一种常用的印刷方式。柔性版印刷的命名來自於他柔軟具彈性的膠質印刷版材。由於柔性版印刷需要能夠在如瓦楞纸板等表面不平整的被印物上，需要印版表面与纸板保持接触，因此具有很好的柔性。而且，由於未印刷處不得印上印版上残余的油墨，因此印版上非图文部分需具有足够的深度才能够达到这点要求。
由於印刷機械、印刷油墨及版材的改良，印刷品質已經媲美平凹版印刷及凹版印刷。因成本較為經濟效益與環保優勢，使得柔性版印刷在全球的印刷工業迅速的成長。
柔性版印刷是在聚酯材料或其他柔性材料上制作出如橡皮圖章的凸出的所需图像镜像的印版。油墨转到印版（或印版滚筒）上的用量通过网纹辊进行控制。印刷表面在旋转过程中与印刷材料接触，从而转印上图文。
原始的柔性版印刷是非常低劣的，因此大多運用在單色或顏色較少的印刷品上。在最近几十年里，印版材料的改进和印版制版方式得到大幅度改进，使全彩的柔性版印刷成為可能。現代通常使用照相曝光然后用經化学腐蚀方式製版，或直接使用雷射雕刻機進行製版。
柔性版印刷有优于平版印刷的地方，它可以使用广泛范围的油墨，並由於印版具有彈性而能夠在如瓦楞纸板或其它各式广泛的不同印刷材料上保持良好的印刷效果。目前柔性版印刷主要被应用在瓦楞紙外箱、手提紙袋、紙內盒、信封、商標、易碎品包装、飲料與牙膏管類柔性包裝、食品包裝等多樣產品項目。

## 環保優越性
在製版過程中，溶劑可以運用真空加壓高熱方式，完全回收，符合環保單位有毒廢棄物管制標準，凸版印刷使用水性油墨（Water-Base Inks），印刷過程產生的廢水，不含重金屬及有機溶劑，容易處理。

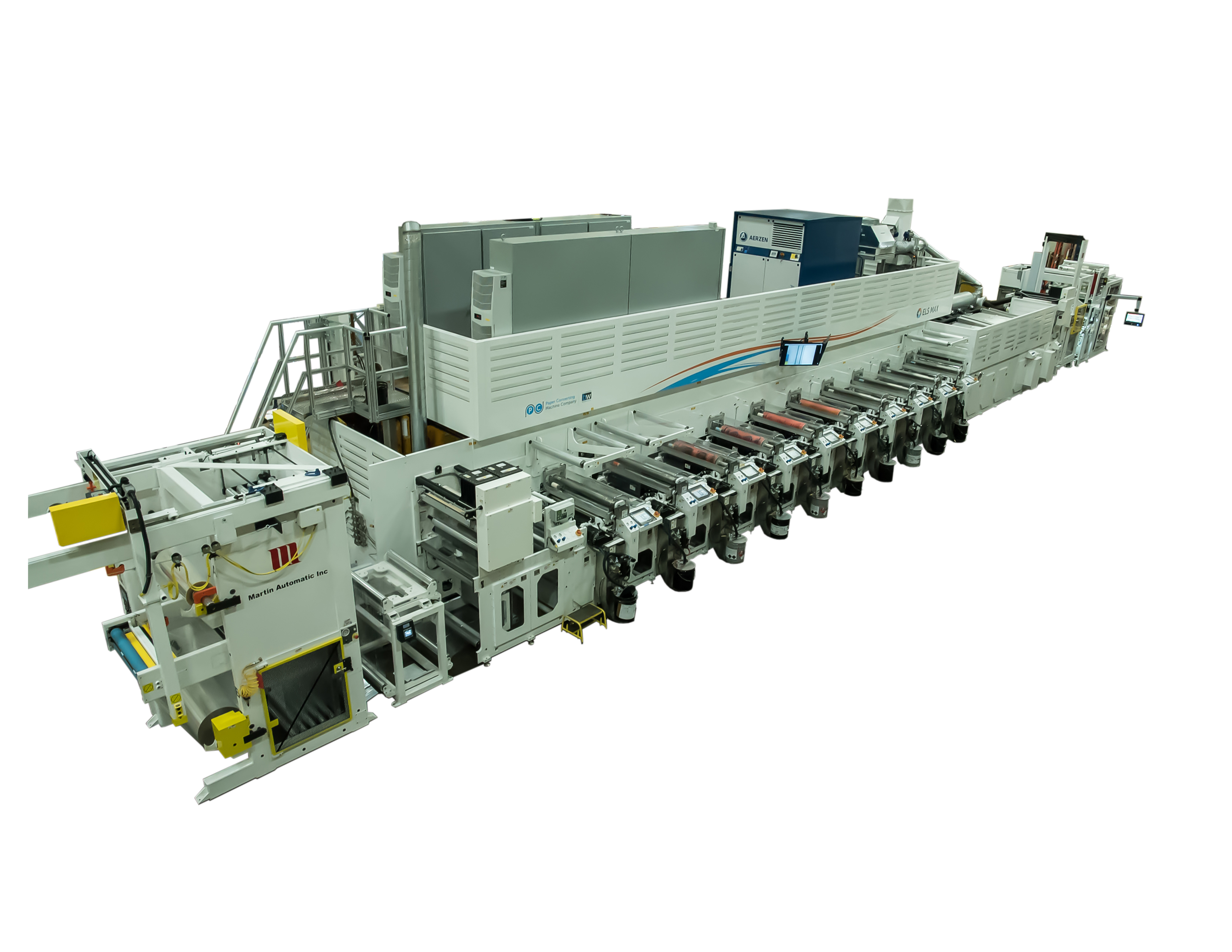
PCMC公司的ELS MAX 机组式印刷机

## 柔版印刷机

### 层叠式印刷机
色组垂直堆叠，因此易于接近。这种印刷机能够在基材的两面进行印刷。

### 卫星式印刷机
所有色组均匀地分布在压印滚筒圆周上。这种印刷机只能在基材的一侧印刷。 优点是：套印精准。

### 机组式印刷机
色组水平放置。这种印刷机通过转向杆在基材的两侧进行印刷。优点：可以在较厚重的基材（例如瓦楞纸板）上印刷。